# 1252
1252 (MCCLII) je bilo prestopno leto, ki se je po julijanskem koledarju začelo na ponedeljek.

## Dogodki

### Mongolski imperij
- 23. januar - Umrlo kraljico Kilikijske Armenije Izabelo Armensko nasledi sovladar, njen soprog Hetum I., začetnik armenske dinastije Hetumidov.
- Zaradi pomanjkljivih priprav je odkrita zarota Ögedejevega klana proti vrhovnemu kanu Möngkeju, ki po nasvetu dvorjanov drastično kaznuje svoje zarotniške sorodnike in opravi širom imperija pravo čistko. Ogodejevemu in Čagatajevemu klanu vzame večino dežel in usmrti glavne zarotnike in morebitne politične rivale iz obeh rivalskih klanov. Pri tem mu asistira Batu Kan, kar zagotovi enotnost obširnega imperija. Po končani čistki razglasi splošno amnestijo za vse zapornike.
  - Po justifikaciji mongolskega vojskovodje in guvernerja Perzije Eldžigideja poveljstvo začasno prevzame bivši guverner Baidžu.

- Prvi politični korak novega vrhovnega kana je popis prebivalstva Mongolskega imperija, ki vključuje še popis vsega premoženja s premičninami in nepremičninami. Na Kitajskem je po zaslugi organiziranega uradništva končan še isto leto. Ena kopija je poslana v centrali register v Karakorumu, drugo kopijo zadržijo lokalne oblasti. V bolj oddaljenih in manj dostopnih delih imperija traja popis do leta → 1259.
- Möngke Kan začne ponovno ciljati na nove osvojitve, tj. na vse obmejne dežele, ki mu ne izkazujejo tributa:
  - V Indijo pošlje za generala Sali Nojana, da bi deloval v korist Jalal al-Din Masuda, pretendenta Delhijskega sultanata. 1254 ↔
  - General Kuridaj dobi nalogo, da disciplinira Tibet, ki se je izogibal plačilu tributa.
  - Kublaj Kan začne z napadi na kraljevino Dali v Sečuanu, zahodno od cesarstva Južnega Songa. Z vzhodne strani pritiska tudi na Tibet. 1253 ↔
- Zlata horda: Batu Kan namesti Aleksandra Nevskega za velikega vladimirskega kneza. S kanovim sinom Sartakom sta prijatelja.
  - Vojskovodja Zlate horde Berke se spreobrne v islam.

### Inkvizicija
- 6. april - Lombardski katari umorijo inkvizitorja Petra iz Verone. Umori ga katar Carino iz Balsama. Kasneje se spokori za svoj zločin in se pridruži dominikancem.
- 15. maj - Papež Inocenc IV. izda bulo Ad exstirpanda, v kateri da dovolilo za mučenje krivovercev pri izsiljevanju priznanj.[1] Mučenje s tem postane splošno pravilo pri zasliševanjih krivovercev širom katoliške Evrope. 1253 ↔

### Ostalo
- januar - Uspešna invazija štaufovskega[2] nemškega kralja Konrada IV. na Apulijo. Konrad si podredi polbrata Manfreda, ki je prevzel oblast v na Siciliji v času njegove odsotnosti. Edino mesto, ki se upira Konradu, je Neapelj. 1253 ↔
- 3. februar - Odstavljeni veliki knez vladimirja Svjatoslav III. umre, ne da bi mu ospelo na mongolskem dvoru kaj doseči.
- 11. februar - Poroka med 20-letnim češkim princem Otokarjem II. in 30 let starejšo avstrijsko dedinjo Margareto Avstrijsko. S tem postane Otokar II. iure uxoris[3] avstrijski vojvoda. Papež potrdi veljavnost poroke, s tem pa izgubi zahtevo po vojvodinah[4] badenski mejni grof Herman VI., ki je poročen s (še plodno) nečakinjo omenjene dedinje Gertrudo Avstrijsko.
  - Isto se počuti ogoljufanega madžarski kralj Béla IV., ki nekajkrat vpade v Moravsko in Avstrijo.
- 3. maj - Umrlega velikega mojstra vitezov Križnikov Güntherja von Wüllerslebena nasledi Poppo von Osterna, 9. veliki mojster.
- 30. maj - Umrli kastiljski kralj Ferdinand III. zapusti svojemu sinu Alfonzu X. močno kraljevino.
  - Alfonzinske tabele: novi kastiljski kralj Alfonz X. da učenjakom iz Toleda nalogo, da sestavijo novo, bolj popolno astronomsko tabelo za izračunavanje koldarja na podlagi položaja planetov.
- 9. junij - Umrlega vojvodo Braunschweiga in Lüneburga Otona I. nasledita sinova Albert I. in Ivan.
- 29. junij - Osovraženega danskega kralja Abela Valdemarsena med zatiranjem upora podložnikov ubije nek kolar. Nasledi ga mlajši brat Krištof I.
- 29. julij - Nemški viteški red ustanovi mesto Memel.
- 27. november - Umre francoska kraljica-mati in regentinja Blanka Kastiljska. Njen sin kralj Ludvik IX. izve za njeno smrt šele spomladi naslednje leto. 1253 ↔
- Koroški vojvoda Bernard Spanheimski in njegov sin salzburški nadškof Filip Spanheimski ugrabita tirolskega grofa Alberta III. in njegovega zeta goriškega grofa Mejnharda I., ko sta se le-ta zadrževala v Greifenburg, spanheimski eksklavi znotraj posestev goriških grofov na Koroškem. Izpuščena sta šele v zameno za prepustitev obširnih posestev na Koroškem in visoko odkupnino.
- Upor v Gaskoniji proti angleškemu kralju Henriku III.. Upor vodi plemič Simon de Montfort, 6. grof Leicester, ki ga politično podpirata kastiljski kralj Alfonz X. in francosko plemstvo, ki mu ponudi začasno regentstvo v času odsotnosti kralja Ludvika IX.. Henriku upor pomagajo zatreti baroni Lusignanski, hkrati pa mu financiranje vojske za zatrtje upora izsuši že zbrana sredstva za načrtovani križarski pohod. 1254 ↔
- Ferrara: papež Inocenc IV. prizna bastarda Obizza, ki je plod razmerja markiza Ferrare Azza VIII. d'Esteja in perice ter hkrati s tem markizov edinec, za legitimnega naslednika hiše Este. S tem prepreči, da bi se gibelini utrdili v Ferrari.

- Umrlega antiohijskega kneza Bohemonda V. nasledi sin Bohemond VI.
- Po smrti kneza Anhalta Henrika I. se kneževina razdeli med tri sinove:  Henrika II. (Anhalt-Aschersleben), Bernharda I. (Anhalt-Bernburg) in Sigfrida I. (Anhalt-Zerbst).
- Švedski regent, jarl Birger Magnusson ustanovi Stockholm.
- Kreta: Benečani ustanovijo mesto Hanija na ruševinah antičnega mesta Kidonija.
- Do tal pogori belgijska opatija Orval, reda Trapistov. Obnova traja skoraj 100 let.
- Firence: začetek kovanja florinov, zelo priljubljenih zlatnikov v mednarodni trgovini med Italijo in zahodno Evropo.
- Tomaž Akvinski se odpravi nazaj v Pariz, da magistrira.
- Japonska: dokončan je kip Amida Bude v templju Kotoku-in.
- Mladoletni japonski šogun Joricugo Kudžo abdicira.[5] Nasledi ga princ Munetaka. Oba sta sicer marionetna vladarja. Pravo oblast imajo regenti iz klana Hodžo.

## Rojstva
- 25. marec - Konradin Hohenstaufen, švabski vojvoda, kralj Jeruzalema, kralj Sicilije († 1268)

Neznan datum
- Eleanora Montforška, valižanska princesa († 1282)
- Ivan I. Brabantski, vojvoda Brabanta in Limburga († 1294)
- Jurij I. Galicijski, kralj Galicije-Volinije († 1308)
- Tomaž III. Savojski, baron Piemonta († 1282)

## Smrti
- 17. januar - Bohemond V. Antiohijski, knez Antiohije in grof Tripolija (* 1199)
- 23. januar - Izabela Kilikijska, kraljica in regentinja Kilikijske Armenije (* 1216)
- 3. februar - Svjatoslav III., vladimirski veliki knez (* 1196)
- 6. april - Peter iz Verone, dominikanski menih, inkvizitor, svetnik (* 1206)
- 3. maj - Günther von Wüllersleben, veliki mojster vitezov križnikov
- 30. maj - Ferdinand III., kastiljski kralj (* 1198)
- 9. junij - Oton I., vojvoda Braunschweiga in Lüneburga (* 1204)
- 29. junij - Abel Danski, schleswiški vojvoda, kralj Danske (* 1218)
- 1. avgust - Giovanni da Pian del Carpine, italijanski popotnik, misijonar, diplomat (* 1182)
- 27. november - Blanka Kastiljska, francoska kraljica, regentinja (* 1188)

Neznan datum
- Büri, mongolski vojskovodja iz Čagatajevega klana
- Eldžigidej, mongolski vojskovodja in guverner Perzije (* ni znano)
- Henrik I., nemški plemič, knez Anhalta (* 1170)
- Jesu Mongke, kan Čagatajskega kanata (* 1221)
- Kudžo Michiie, japonski regent (* 1193)
- Raimon Vidal de Bezaudun, katalonski trubadur (* 1196)
- Ogul Gajmiš, mongolska regentinja
- Sorghaghtani Beki, mongolska kraljica-mati, Tolujeva soproga
- Širemun, mongolski dvornik iz Ogedejevega klana
- Zdislava Berka, češka usmiljenka, svetnica (* 1220)